# Мар'їнська волость (Херсонський повіт)
Мар'їнська волость — адміністративно-територіальна одиниця Херсонського повіту Херсонської губернії.
Станом на 1886 рік — складалася з 1 поселення, 1 сільської громади. Населення — 3387 осіб (1682 осіб чоловічої статі та 1705 — жіночої), 587 дворових господарств.
|                     | Площа, десятин | У тому числі орної, дес. |
| ------------------- | -------------- | ------------------------ |
| Сільських громад    | 10069          | 9114                     |
| Приватної власності | —              | —                        |
| Казенної власності  | —              | —                        |
| Іншої власності     | 120            | 120                      |
| Загалом             | 11189          | 10234                    |

Поселення волості:
- Мар'їнське — село при річках Биктриха та Підпільна за 155 верст від повітового міста, 3387 осіб, 587 дворів, православна церква, школа, 2 лавки, 2 ярмарки на рік: 6 серпня та 26 вересня.